# Pamela Weisshaupt
Pamela Weisshaupt (ur. 2 marca 1979) – szwajcarska wioślarka, dwukrotna mistrzyni świata.

## Osiągnięcia
- Mistrzostwa Świata – Kolonia 1998 – dwójka podwójna wagi lekkiej – 13. miejsce[1].
- Mistrzostwa Świata – St. Catharines 1999 – dwójka podwójna wagi lekkiej – 7. miejsce[1].
- Mistrzostwa Świata – Sewilla 2002 – jedynka wagi lekkiej – brak[2][1].
- Mistrzostwa Świata – Eton 2006 – jedynka wagi lekkiej – 5. miejsce[1].
- Mistrzostwa Świata – Linz 2008 – jedynka wagi lekkiej – 1. miejsce[1]
- Mistrzostwa Świata – Poznań 2009 – jedynka wagi lekkiej – 1. miejsce[1].
- Mistrzostwa Świata – Bled 2011 – jedynka wagi lekkiej – 2. miejsce[1]